# Miss Canada

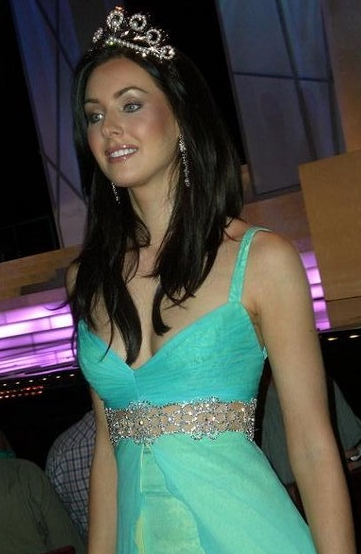
Natalie Glebova, Miss Universo Canada 2006.

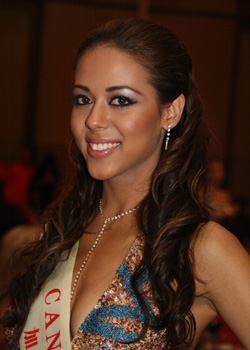
Sara Ghulam, Miss Mondo Canada 2007.

Miss Canada era un concorso di bellezza che si è tenuto in Canada sino al 1992

## Storia
Ufficialmente fondato ad Hamilton nel 1946, una versione del concorso esisteva già nel 1923 quando Winnifred Blair fu proclamata Miss Canada durante il carnevale invernale di Montréal. Il concorso fu trasmesso per la prima volta in televisione nel 1963 dal canale CTV. Conduttore storico del concorso fu Jim Perry, che fu il presentatore dell'evento dal 1967 al 1990. Dominique Dufour, vincitrice del concorso nel 1981, fu la co-conduttrice dal 1982 al 1990. L'ultima edizione del concorso tenuta nel 1991 fu condotta da Peter Feniak e Liz Grogan. Il concorso fu seguitissimo negli anni settanta, con oltre cinque milioni di spettatori televisivi, ma il suo successo scemò negli anni ottanta, sino alla totale cancellazione dell'evento.
Il concorso Miss Canada aveva la licenza per Miss Universo dal 1978, quando la seconda classificata di quell'anno, Andrea Leslie Eng, rappresentò il Canada nei concorsi internazionali. Dal 1979 sino all'ultima edizione del 1992 da Miss Canada, venivano selezionate le delegate canadesi per Miss Universo e nel 1982 Karen Baldwin ottenne il titolo.
Prima del 1978 il franchise di Miss Universo apparteneva al concorso Miss Dominion Canada, che lo deteneva del 1959. Dal 2003 è stato istituito il concorso Miss Universo Canada che serve proprio per scegliere le rappresentanti del Canada per Miss Universo. Natalie Glebova, Miss Universo Canada 2005, è stata eletta anche Miss Universo nel 2005.
Il concorso Miss Mondo Canada invece sceglie la rappresentante del Canada per Miss Mondo, e si tiene annualmente dal 1957. Nel corso degli anni il concorso ha assunto diverse incarnazioni e numerosi nomi differenti.

## Albo d'oro

### Miss Canada
| Anno      | Vincitrice                | Luogo                |
| --------- | ------------------------- | -------------------- |
| 1992      | Nicole Dunsdon            |                      |
| 1991      | Leslie McLaren            |                      |
| 1990      | Robin Lee Ouzunoff        |                      |
| 1989      | Juliette Powell           |                      |
| 1988      | Melinda Gillies           |                      |
| 1987      | Tina May Simpson          |                      |
| 1986      | Rene Newhouse             |                      |
| 1985      | Karen Elizabeth Tilley    |                      |
| 1984      | Cynthia Kereluk           |                      |
| 1983      | Jodi Yvonne Rutledge      |                      |
| 1982      | Karen Dianne Baldwin      |                      |
| 1981      | Dominique Dufour          |                      |
| 1980      | Terry MacKay              |                      |
| 1979      | Heidi Quiring             |                      |
| 1978      | Catherine Swing           |                      |
| 1977      | Yvonne Foster             |                      |
| 1976      | Sylvia McGuire            |                      |
| 1975      | Terry Lynne Meyer         |                      |
| 1974      | Blair Lancaster           |                      |
| 1973      | Gillian Regehr            |                      |
| 1972      | Donna Mary Sawicky        |                      |
| 1971      | Caroline Amelia Commisso  | Thunder Bay, Ontario |
| 1970      | Julie Maloney             |                      |
| 1969      | Marie-France Beaulieu     |                      |
| 1968      | Carol McKinnon            |                      |
| 1967      | Barbara Kelly             |                      |
| 1966      | Diane Landry              |                      |
| 1965      | Linda Douma               |                      |
| 1964      | Carol Ann Balmer          |                      |
| 1962-1963 | Nina Holden*              | Victoria             |
| 1961      | Iris Thurlwell            |                      |
| 1960      | Rosemary Catherine Keenan |                      |
| 1959      | Danica d'Hondt            |                      |
| 1958      | Joan May Fitzpatrick      |                      |
| 1956      | Dorothy Moreau            |                      |
| 1955      | Dalyce Smith              |                      |
| 1954      | Barbara Joan Markham      |                      |
| 1953      | Kathleen Archibald        |                      |
| 1952      | Marilyn Reddick           |                      |
| 1951      | Marjorie Kelly            |                      |
| 1950      | Margaret Bradford         |                      |
| 1949      | Margaret Lynn Munn        |                      |
| 1948      | Betty Jean Ferguson       |                      |
| 1947      | Margaret Marshall         |                      |
| 1946      | Marion Saver              |                      |

- Connie-Gail Feller vinse Miss Canada nel 1960 e partecipò a Miss America, tuttavia fu detronizzata il 20 settembre 1960.

### Miss Dominion Canada
| Anno | Vincitrice                     |
| ---- | ------------------------------ |
| 1979 | Catherine MacKintosh           |
| 1978 | Brigitte Hoffman               |
| 1977 | Marianne McKeen                |
| 1976 | Pamela Mercer                  |
| 1975 | Normande Jacques               |
| 1974 | Sandra Margaret Emily Campbell |
| 1973 | Deborah Ducharme               |
| 1972 | Bonny Brady                    |
| 1971 | Lana Drouillard                |
| 1970 | Norma Joyce Hickey             |
| 1969 | Jacquie Perrin                 |
| 1968 | Nancy Wilson                   |
| 1967 | Donna Marie Barker             |
| 1966 | Diane Coulter                  |
| 1965 | Carol Ann Tidey                |
| 1964 | Mary Lou Farrell               |
| 1963 | Jane Kmita                     |
| 1962 | Marilyn McFatridge*            |
| 1962 | Marlene Leeson                 |
| 1961 | Wilda Reynolds                 |
| 1960 | Edna Dianne MacVicar           |
| 1959 | Eileen Butter                  |

- Titolo forfettario assegnato il 19 settembre 1962.

### Miss Mondo Canada
| Anno | Vincitrice               | Piazzamento a Miss Mondo |
| 2007 | Sara Ghulam              |                          |
| 2006 | Malgosia Majewska        | Finalista                |
| 2005 | Ramona Amiri             | Finalista                |
| 2004 | Tijana Arnautovic        |                          |
| 2003 | Nazanin Afshin-Jam       | 2ª classificata          |
| 2002 | Lynsey Bennett           |                          |
| 2001 | Tara Hall                |                          |
| 2000 | Christine Cho            |                          |
| 1999 | Mireille Eid             |                          |
| 1998 | Leanne Baird             |                          |
| 1997 | Keri-Lynn Power          |                          |
| 1996 | Michelle Weswaldi        |                          |
| 1995 | Alissa Lehinki           |                          |
| 1994 | Shawna Roberts           |                          |
| 1993 | Tanya Memme              |                          |
| 1992 | Nina Khilji              |                          |
| 1991 | Tara Paat                |                          |
| 1990 | Natasha Palewandram      |                          |
| 1989 | Leanne Caputo            | 2ª classificata          |
| 1988 | Morgan Fox               |                          |
| 1987 | Tracy Westerholm         |                          |
| 1986 | Wynne Kroontje           |                          |
| 1985 | Mia Tambling             |                          |
| 1984 | Connie Fitzpatrick       | 2ª classificata          |
| 1983 | Katharine Durish         |                          |
| 1982 | Jody Jensen              |                          |
| 1981 | Earla Stewart            | Semifinalista            |
| 1980 | Annette Labrecque        |                          |
| 1979 | Catherine MacKintosh     |                          |
| 1978 | Brigitte Hofmann         |                          |
| 1977 | Marianne McKeen          |                          |
| 1976 | Pamela Mercer            |                          |
| 1975 | Normande Jacques         |                          |
| 1974 | Sandra Margaret Campbell |                          |
| 1973 | Deborah Ducharme         |                          |
| 1972 | Bonny Brady              |                          |
| 1971 | Lana Drouillard          |                          |
| 1970 | Norma Joyce Hickey       |                          |
| 1969 | Jacquie Perrin           |                          |
| 1968 | Nancy Wilson             |                          |
| 1967 | Donna Marie Barker       | Semifinalista            |
| 1966 | Diane Coulter            | Semifinalista            |
| 1965 | Carol Ann Tidey          | Finalista                |
| 1964 | Mary Lou Farrell         |                          |
| 1963 | Jane Kmita               |                          |
| 1962 | Marlene Leeson           |                          |
| 1960 | Danica d'Hondt           | Quarti di finale         |
| 1959 | Huguette Demers          |                          |
| 1958 | Marilyn Anne Keddie      |                          |
| 1957 | Judy Welch               |                          |

### Miss Universo Canada
| Anno | Vincitrice          | Piazzamento a Miss Universo |
| ---- | ------------------- | --------------------------- |
| 2017 | Lauren Howe         |                             |
| 2016 | Siera Bearchell     | Top 9                       |
| 2015 | Paola Nunez Valdez  |                             |
| 2014 | Chanel Beckenlehner |                             |
| 2013 | Riza Santos         |                             |
| 2012 | Sahar Biniaz        |                             |
| 2011 | Chelsae Durocher    |                             |
| 2010 | Elena Semikina      |                             |
| 2009 | Mariana Valente     |                             |
| 2008 | Samantha Tajik      |                             |
| 2007 | Inga Skaya          |                             |
| 2006 | Alice Panikian      | Top 10                      |
| 2005 | Natalie Glebova     | Vincitrice                  |
| 2004 | Venessa Fisher      |                             |
| 2003 | Leanne Marie Cecile | Top 10                      |
| 2002 | Neelam Verma        | Top 10                      |